# Blepharicera tenuipes
Blepharicera tenuipes är en tvåvingeart som först beskrevs av Walker 1848.  Blepharicera tenuipes ingår i släktet Blepharicera och familjen Blephariceridae. Inga underarter finns listade i Catalogue of Life.